# Octárna (Střešovice)
Octárna ve Střešovicích byla chemická továrna, zřízená asi roku 1858 v severozápadním prostoru současného parku Maxe van der Stoela, pod jižními svahy Střešovic, při Patočkově ulici, v sousedství Bachofenovy usedlosti Panenská, jeho cihelny a Dorschovy cihelny. Stavby byly zrušeny po roce 1895, kolonie dělnických domků zanikla až kolem roku 1950. V současnosti továrnu připomíná pouze název ulice Nad octárnou.

## Historie
Severozápadně od dochované XI. bašty tereziánských hradeb až po bělohorskou silnici, v příkopu zrušeného předpolí pražského opevnění si před rokem 1859 dali němečtí podnikatelé, bratři Heinrich Ernst a Gustav Edmund Dollfussové, postavit na pozemku o výměře přes 250m² chemickou továrnu, nazvanou octárna. Pálili tam v pecích pyrit a vyráběli kyselinu sírovou, draselný louh (potaš), dehet, dále dřevný ocet a dřevěné uhlí. Jedovatými výpary a nebezpečím otravy arsenikem byla práce velkou zdravotní hrozbou pro plíce dělníků i pro okolí. K tomu přispíval kouř z komínů cihelen a provoz koželužny. Střešovické provozy byly uzavřeny až v polovině 90. let 19. století. 
Heinrich Ernst Dolfuss pocházel ze St. Aubin, jako chemik absolvoval střední technickou a stavební školu v Saské Kamenici a v letech 1865-1899 byl členem tamní přírodovědné společnosti. V podnikání s týmž sortimentem pokračoval úspěšně ve třech fabrikách, v Černicích, v Horním Jiřetíně a v Ústí nad Labem–Olšinkách.

### Po zrušení továrny
Menší část střešovického prostranství při bělohorské silnici (nynější Patočkově ulici) byla následně osázena alejí, chudinské domky dělníků zůstaly v provozu uvnitř octárenské kolonie obehnané ohradní zdí s branou, v části areálu byly zřízeny veřejné garáže. Rozvinula se tam infrastruktura služeb a kolem roku 1895 byla otevřena Klimentova restaurace Na octárně, pro niž sloužila zrušená dělnická jídelna octárny, hala s lavicemi, v níž se v období provozu továrny ohřívaly obědy, přinesené rodinami dělníků.. 
Prvorepubliková „Octárna“ dožívala v původní zástavbě až do poválečné obnovy Prahy. Po roce 1945 byla dělnická kolonie zbořena a nahrazena zahrádkářskou kolonií. Ta byla zlikvidována při stavbě tunelu Blanka v letech 2010-2013 a nahrazena parkem Maxe van der Stoela, otevřeným roku 2014. Mimo jiné byl usměrněn Brusnický potok a hradní vodovod z vodojemu v ulici Nad octárnou pod Patočkovou ulicí a v parku se skřížil se Zámeckým vodovodem.